# NGC 479
NGC 479 é uma galáxia espiral (Sbc) localizada na direcção da constelação de Pisces. Possui uma declinação de +03° 51' 46" e uma ascensão recta de 1 horas, 21 minutos e 15,7 segundos.
A galáxia NGC 479 foi descoberta em 27 de Outubro de 1864 por Albert Marth.